# Carnot (Mondkrater)
Carnot ist ein Einschlagkrater auf der Mondrückseite.
Der Krater liegt am Südrand des riesigen Kraters Birkhoff und überlagert diesen teilweise. In südlicher Richtung befindet sich Esnault-Pelterie, in südwestlicher Richtung Paraskevopoulos.
Das Kraterinnere hat einen zentralen Gipfel, der übrige Kraterboden ist bis auf einige westlich gelegene Einschläge im Wesentlichen eben.

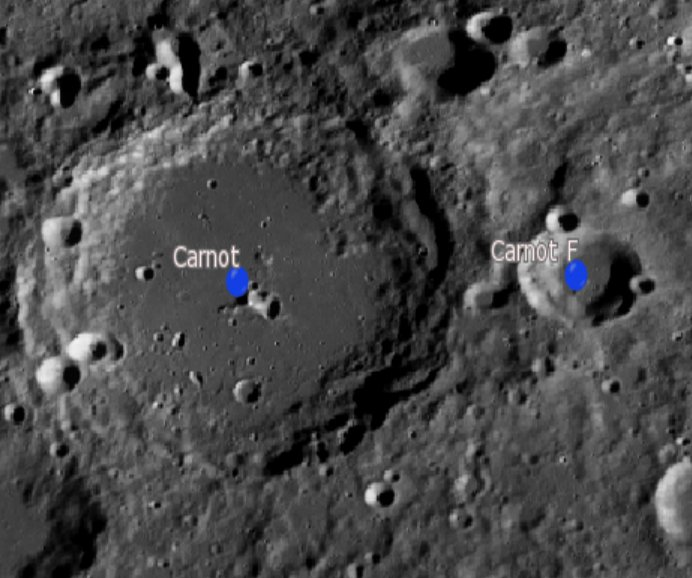
Carnot mit seinem Nebenkrater

Carnot hat einen mit F bezeichneten Nebenkrater:
| Buchstabe | Position            | Durchmesser | Link |
| --------- | ------------------- | ----------- | ---- |
| F         | 52,15° N, 139,22° W | 34 km       |      |

Der Krater wurde 1970 von der IAU offiziell nach dem französischen Physiker Nicolas Léonard Sadi Carnot benannt.